# Свеучилиште у Загребу
Свеучилиште у Загребу је државни универзитет у Загребу. Други је универзитет по старости у Хрватској, основан након Свеучилишта у Задру, као и универзитет са најдужим континуираним радом и један од најстаријих универзитета у Европи.
Његова историја почиње 23. септембра 1669. године када су Повељом цара Светог римског царства и угарско-хрватског краља Леополда I признати статус и повластице универзитетске установе тадашњој језуитској Академији у слободном краљевском граду Загребу.

## Историја
Од 1692. године Филозофски студиј у Загребу почиње и формално-правно да делује као Neoacademia Zagrabiensis — јавноправна високошколска установа. Академија је остала у рукама језуита више од једног века, до 1773. године, када је папа Климент XIV распустио тај ред. Године 1776. царица и краљица Марија Терезија је декретом основала Краљевску академију знаности (Regia scientiarum academia) са три студија или факултета: Филозофским, Богословним и Правним.
Иако су се организациони облици мењали, до 1874. године она је остала највиша школска установа у Хрватској и Славонији. На подстицај великог мецене хрватске просвете, културе и уметности бискупа Јосипа Јураја Штросмајера Хрватски сабор је 1861. године донио законску основу о Свеучилишту у Загребу.
У вријеме свога боравка у Загребу 1869. године цар Фрањо Јосиф I потписао је законски чланак који је 5. јануара 1874. године добио владареву санкцију. На темељу тог чланка је 19. октобра 1874. године свечано отворен модеран универзитет у Загребу. Званично се звао 1875. године Свеучилиште Фрање Јосипа. У његовом саставу су тада дјеловала четири факултета: Правни, Богословни, Филозофски и Медицински. Група српских студената која је створила Друштво за потпомагање сиромашних Срба ђака покренула је 1894. часопис Омладина под уредништвом Петра Белобрка. Тај мјесечник је први студентски часопис на Свеучилишту у Загребу. Штампан је ћирилицом , а у чланку Двије књиге за народ се оспорава Хрватима да Свеучилиште зову хрватским  именом, јер истим правом, удјелом у финансирању, може се звати и Српско свеучилиште. Срби су тражили и да се уведе катедра за српску историју и књижевност. Прва жена која је ту докторирала била је Српкиња Милица пл. Богдановић, 1907. године. Тема доктората је била Цар Јулијан Апостата према хришћанству.
Прва два факултета су већ била организована: Правни у оквиру бивше Правословне академије, а Богословни у оквиру сјеменишта. Филозофски факултет је свој рад започео академске године 1874/1875. У његовом саставу је у почетку деловало шест катедари (за филозофију, општу историју, хрватску историју, словенску филологију, класичну латинску филологију и класичну грчку филологију). Из катедри су се постепено развијала одељења, односно одсеци као сложеније научно-наставне јединице с више катедари.
До данас је на Свеучилишту у Загребу дипломирало више од 200.000 студената, магистрирало више од 18.000 и докторирало више од 8.000 постдипломаца. На Свеучилишту у Загребу, научно-наставни и уметнички рад се обавља на 29 факултета, 3 уметничке академије, стручној - Учитељској академији и универзитетском студију - Хрватским студијима. При универзитету делује 33 политехникума.

## Факултети
- Агрономски факултет Свеучилишта у Загребу (Службене странице факултета)
- Архитектонски факултет Свеучилишта у Загребу (Службене странице факултета)
- Ветеринарски факултет Свеучилишта у Загребу (Службене странице факултета)
- Геодетски факултет Свеучилишта у Загребу (Службене странице факултета)
- Геотехнички факултет Свеучилишта у Загребу (Службене странице факултета)
- Грађевински факултет Свеучилишта у Загребу (Службене странице факултета)
- Графички факултет Свеучилишта у Загребу (Службене странице факултета)
- Едукацијско-рехабилитацијски факултет Свеучилишта у Загребу (Службене странице факултета)
- Економски факултет Свеучилишта у Загребу (Службене странице факултета)
- Факултет електротехнике и рачунарства Свеучилишта у Загребу (Службене странице факултета)
- Католички богословни факултет Свеучилишта у Загребу (Службене странице факултета)
- Кинезиолошки факултет Свеучилишта у Загребу (Службене странице факултета)
- Факултет машинства и бродоградње Свеучилишта у Загребу (Службене странице факултета)
- Медицински факултет Свеучилишта у Загребу (Службене странице факултета)
- Металуршки факултет Свеучилишта у Загребу (Службене странице факултета)
- Факултет организације и информатике Свеучилишта у Загребу (Службене странице факултета)
- Факултет политичких наука Свеучилишта у Загребу (Службене странице факултета Архивирано на веб-сајту  (2. јануар 2009))
- Правни факултет Свеучилишта у Загребу (Службене странице факултета)
- Прехрамбено-биотехнолошки факултет Свеучилишта у Загребу (Службене странице факултета)
- Природословно-математички факултет Свеучилишта у Загребу (Службене странице факултета)
- Рударско-геолошко-нафтни факултет Свеучилишта у Загребу (Службене странице факултета)
- Факултет саобраћајних наука Свеучилишта у Загребу (Службене странице факултета)
- Стоматолошки факултет Свеучилишта у Загребу (Службене странице факултета)
- Текстилно–технолошки факултет Свеучилишта у Загребу (Службене странице факултета)
- Учитељски факултет Свеучилишта у Загребу (Службене странице факултета)
- Фармацеутско-биохемијски факултет Свеучилишта у Загребу (Службене странице факултета)
- Филозофски факултет Свеучилишта у Загребу (Службене странице факултета)
- Факултет хемијског инжењерства и технологије Свеучилишта у Загребу (Службене странице факултета)
- Шумарски факултет Свеучилишта у Загребу (Службене странице факултета)

## Академије
- Академија драмске умјетности Свеучилишта у Загребу (Службене странице академије)
- Академија ликовних умјетности Свеучилишта у Загребу (Службене странице академије)
- Музичка академија Свеучилишта у Загребу (Службене странице академије)

## Универзитетски центар
- Центар за хрватске студије (хрв. Hrvatski studiji) (Службене странице студија)

## Ректори
| - 1874. — 1875. — Матија Месић - 1875. — 1876. — Стјепан Спевец - 1876. — 1877. — Антон Кржан - 1877. — 1878. — Косто Војновић - 1878. — 1879. — Фрањо Маикснер - 1879. — 1880. — Фрањо Ивековић - 1880. — 1881. — Александар Брешченски - 1881. — 1882. — Фрањо Марковић - 1882. — 1883. — Феликс Сук - 1883. — 1884. — Блаж Лорковић - 1884. — 1885. — Ђуро Пилар - 1885. — 1886. — Густав Барон - 1886. — 1887. — Фрањо Врбанић - 1887. — 1888. — Тадија Смичиклас - 1888. — 1889. — Антун Франки - 1889. — 1890. — Лука Марјановић - 1890. — 1891. — Натко Нодило - 1891. — 1892. — Иван Бујановић - 1892. — 1893. — Јосип Пливерић - 1893. — 1894. — Винко Дворжак - 1894. — 1895. — Антун Мауровић - 1895. — 1896. — Фрањо Спевец - 1896. — 1897. — Армин Павић - 1897. — 1898. — Јурај Дочкал - 1898. — 1899. — Јосип Шиловић | - 1899. — 1900. — Ђуро Арнолд - 1900. — 1901. — Рудолф Вимер - 1901. — 1902. — Фрањо Врбанић - 1902. — 1903. — Вјекослав Клаић - 1903. — 1904. — Иван Бујановић - 1904. — 1905. — Јосип Пливерић - 1905. — 1906. — Антун Хеинз - 1906. — 1907. — Антун Бауер - 1907. — 1908. — Миливој-Клемент Мауровић - 1908. — 1909. — Густав Јанечек - 1909. — 1910. — Јосип Воловић - 1910. — 1911. — Јулије Рорауер - 1911. — 1912. — Јулије Домац - 1912. — 1913. — Јосип Пазман - 1913. — 1914. — Едо Ловрић - 1914. — 1915. — Ђуро Корблер - 1915. — 1916. — Фран Барац - 1916. — 1917. — Ернест Милер - 1917. — 1918. — Јулије Голик - 1918. — 1919. — Иван Ангело Руспини - 1919. — 1920. — Ладислав Полић - 1920. — 1921. — Карло Радоничић - 1921. — 1922. — Владимир Варићак - 1922. — 1923. — Ђуро Ненадић - 1923. — 1924. — Стјепан Цимерман | - 1924. — 1925. — Ладислав Полић - 1925. — 1926. — Драго Перовић - 1926. — 1928. — Ернест Милер - 1928. — 1932. — Јосип Белобрк - 1932. — 1933. — Алберт Базала - 1933. — 1935. — Ђуро Стипетић - 1935. — 1937. — Станко Хондл - 1937. — 1938. — Едо Ловрић - 1938. — 1940. — Андрија Живковић - 1940. — 1943. — Стјепан Ившић - 1943. — 1944. — Божидар Шпишић - 1944. — 1945. — Стјепан Хорват - 1945. — 1946. — Андрија Штампар - 1946. — 1947. — Грга Новак - 1947. — 1949. — Андрија Мохоровичић - 1949. — 1950. — Марко Костренчић - 1950. — 1951. — Антун Барац - 1951. — 1952. — Фрањо Бошњаковић - 1952. — 1953. — Теодор Варићак - 1953. — 1954. — Жељко Марковић - 1954. — 1956. — Хрвоје Ивековић - 1956. — 1958. — Зоран Бујаш - 1958. — 1960. — Маријан Хорват - 1960. — 1963. — Владимир Сердар - 1963. — 1966. — Славко Мацарол | - 1966. — 1968. — Јаков Сиротковић - 1968. — 1972. — Иван Супек - 1972. — 1976. — Предраг Враницки - 1976. — 1978. — Драго Грденић - 1978. — 1982. — Иван Јурковић - 1982. — 1986. — Звонимир Крајина - 1986. — 1988. — Владимир Стипетић - 1988. — 1990. — Звонимир Шепаровић - 1990. — 1998. — Маријан Шуњић - 1998. — 2002. — Бранко Јерен - 2002. — 2006. — Хелена Јасна Менцер - 2006. — 2014. — Алекса Бјелиш - 2014. — 2022. — Дамир Борас - 2022. — данас — Стјепан Лакушић |